# Nipissing—Timiskaming
Pour les articles homonymes, voir Nipissing et Timiskaming (homonymie).
Circonscription électorale fédérale du Canada
Nipissing—Timiskaming est une circonscription électorale fédérale en Ontario (Canada).
La circonscription longe la rivière des Outaouais à partir du lac Témiscamingue, englobant des parties des districts territoriaux de Nipissing, Parry Sound et Timiskaming. La ville principale est North Bay.
Les circonscriptions limitrophes sont Timmins—Baie James, Nickel Belt, Parry Sound—Muskoka, Haliburton—Kawartha Lakes—Brock et Renfrew—Nipissing—Pembroke, ainsi que la circonscription fédérale d'Abitibi—Témiscamingue.
Elle contient des parties des anciennes circonscriptions provinciales de Nipissing et Timiskaming—Cochrane; comme partout en Ontario, les circonscriptions provinciales se sont accordées avec les fédérales depuis les élections provinciales du 4 octobre 2007.

## Historique
La circonscription de Nipissing—Timiskaming a été créée en 2003 à partir de Nipissing et de Timiskaming—Cochrane.
| Législature                                                      | Années    | Député | Député           | Parti        |
| ---------------------------------------------------------------- | --------- | ------ | ---------------- | ------------ |
| Nipissing—Timiskaming issue de Nipissing et Timiskaming—Cochrane |           |        |                  |              |
| 38e                                                              | 2004–2006 |        | Anthony Rota     | Libéral      |
| 39e                                                              | 2006–2008 |        | Anthony Rota     | Libéral      |
| 40e                                                              | 2008–2011 |        | Anthony Rota     | Libéral      |
| 41e                                                              | 2011–2015 |        | Jay Aspin        | Conservateur |
| 42e                                                              | 2015–2019 |        | Anthony Rota (2) | Libéral      |
| 43e                                                              | 2019–2021 |        | Anthony Rota (2) | Libéral      |
| 44e                                                              | 2021–2025 |        | Anthony Rota (2) | Libéral      |

## Circonscription provinciale
Depuis les élections provinciales ontariennes du 4 octobre 2007, l'ensemble des circonscriptions provinciales et des circonscriptions fédérales sont identiques.
1. ↑  Élections Canada, « Résultats Élection fédérale canadienne de 2021 », sur https://www.elections.ca/accueil.aspx (consulté le 19 février 2022)
2. ↑  Élections Canada, « Résultats Élection fédérale canadienne de 2019 », sur elections.ca (consulté le 9 mars 2023).
3. ↑  Élections Canada, « Résultats Élection fédérale canadienne de 2015 », sur elections.ca (consulté le 9 mars 2023).
4. ↑  Élections Canada, « Résultats Élection fédérale canadienne de 2011 », sur elections.ca (consulté le 9 mars 2023).
5. ↑  Élections Canada, « Résultats Élection fédérale canadienne de 2008 », sur elections.ca (consulté le 10 mars 2023).
6. ↑  Élections Canada, « Résultats Élection fédérale canadienne de 2006 », sur elections.ca (consulté le 10 mars 2023).
7. ↑  Élections Canada, « Résultats Élection fédérale canadienne de 2004 », sur elections.ca (consulté le 10 mars 2023).